# Sanford, Michigan
Sanford är en ort i Midland County i delstaten Michigan, USA.